# Monte Haslop
Il Monte Haslop è una montagna alta 760 m situata 2 miglia nautiche (4 km) a sud del Monte Lowe, all'estremità occidentale della Catena di Shackleton, nella Terra di Coats in Antartide.
Fu mappato dalla Commonwealth Trans-Antarctic Expedition (CTAE) nel 1957.
L'attuale denominazione fu assegnata nel 1971 dal Comitato britannico per i toponimi antartici (UK-APC), in onore del luogotenente Gordon Murray Haslop, pilota della Royal New Zealand Air Force (1922–1961), secondo pilota del contingente neozelandese della Royal Air Force per la spedizione CTAE nel periodo 1956-58.